# كينورييون (فثيوتيس)
كينورييون (Καινούργιον) هي مدينة في فثيوتيس في مقاطعة كينتريكي إلادا في اليونان.
يبلغ عدد سكانها حوالي 1076 نسمة.